# Tyrannochthonius helenae
Espèce
Synonymes
- Paraliochthonius helenae Beier, 1977

Tyrannochthonius helenae est une espèce de pseudoscorpions de la famille des Chthoniidae.

## Distribution
Cette espèce est endémique de Sainte-Hélène.

## Étymologie
Son nom d'espèce lui a été donné en référence au lieu de sa découverte, Sainte-Hélène.

## Publication originale
- Beier, 1977 : Pseudoscorpiones. La faune terrestre de l'île de Sainte-Hélène IV. Annales du Musée Royal de l'Afrique Centrale, Zoologie, sér. 8, vol. 220, p. 2-11.